# Krásná Studánka
Krásná Studánka – część miasta ustawowego Liberec. Znajduje się w północno-zachodniej części miasta. Przebiega tędy linia kolejowa Liberec – Zawidów. Zarejestrowanych jest tutaj 252 adresów i mieszka na stałe mniej niż tysiąc osób.